# Destine
Destine je nizozemská pop punk/rocková skupina, pocházející z města Tilburg. Skupina vznikla v roce 2006.

## Historie

### 2006 - počátek 2009
Jako začínající pětice vydali Destine své první pětistopé extended play „A Dozen Dreams“ v roce 2006. Následovalo období plné koncertních vystoupení, kdy sdíleli evropská pódia např. se zámořskými giganty New Found Glory a Fall Out Boy.
Rok 2008 znamenal velký skok v kariéře stále ještě velmi mladých hudebníků. Podpis smlouvy s vydavatelstvím Sony BMG a následná spolupráce s věhlasným floridským producentem Jamesem Paulem Wisnerem (Paramore, New Found Glory) ve výsledku znamenali nahrání prvního úspěšného singlu In Your Arms. Ten se objevil i na stejnojmenném EP vydaném 9. května 2009.

### Podzim 2009 a debutové album "Lightspeed"
Na podzim roku 2009 se Destine vydali opět směr Florida, kde oprášili úspěšnou spolupráci s Wisnerem a nahráli debutovou studiovku, jež do obchodů vtrhla 1. února 2010 pod názvem „Lightspeed“. Její součástí byl i singl Stars, který kapela uvolnila k prodeji již několik měsíců předtím.
Do České republiky poprvé zavítali v zimě 2009, kdy se představili po boku The Blackout v pražském Lucerna Music Baru. Rok na to, ve společnosti další britské kapely Attack! Attack!, odehráli Destine koncert v pražském klubu Futurum.
V roce 2012 vydali další album s názvem Illuminate,které mělo písničky:
Four Leaf Clover, Stay, All The People, Wait Forever, Thousand Miles, Unbreakable, Night Skies, Best Kept Secret, The Awakening, Illuminate.

## Současná sestava
- Robin van Loenen - zpěv, kytara
- Hubrecht Eversdijk - kytara, zpěv
- Laurens Troost - klávesy, zpěv
- Tom Vorstius Kruijff - basa, zpěv
- Robin Faas - bicí

## Diskografie
- Lightspeed (2010)
- Illuminate (2012)
- Forevermore (2015)